# Candler-McAfee
Candler-McAfee is een plaats (census-designated place) in de Amerikaanse staat Georgia, en valt bestuurlijk gezien onder DeKalb County.

## Demografie
Bij de volkstelling in 2000 werd het aantal inwoners vastgesteld op 28.294.

## Geografie
Volgens het United States Census Bureau beslaat de plaats een oppervlakte van
18,1 km², geheel bestaande uit land.

## Plaatsen in de nabije omgeving
De onderstaande figuur toont nabijgelegen plaatsen in een straal van 8 km rond Candler-McAfee.